# Illice perrosea
Illice perrosea är en fjärilsart som beskrevs av Dyar 1904. Illice perrosea ingår i släktet Illice och familjen björnspinnare. Inga underarter finns listade i Catalogue of Life.